# 서울상암초등학교
서울상암초등학교(上岩初等學校)는 대한민국 서울특별시 마포구 상암동에 있는 공립 초등학교이다.

## 학교 연혁
- 1972년 7월 10일 서울수안국민학교 개교
- 1980년 3월 1일 서울상암국민학교로 교명 변경
- 1996년 3월 1일 서울상암초등학교로 개칭
- 2022년 7월 10일 개교 50주년
- 2023년 9월 제 20대 김윤희 교장 부임

## 참고 자료
- 서울상암초등학교 - 한국교육학술정보원 학교알리미